# سان یسیدرو (نیومکزیکو)
سان یسیدرو (به انگلیسی: San Ysidro) یک روستا (ایالات متحده آمریکا) در ایالات متحده آمریکا است که در شهرستان سندووال، نیومکزیکو واقع شده‌است. سان یسیدرو ۶٫۰۶ کیلومتر مربع مساحت و ۱۹۳ نفر جمعیت دارد و ۱٬۶۶۶ متر بالاتر از سطح دریا واقع شده‌است.